# Pêro Velho de Taveirós
Pêro (o Pero) Velho de Taveirós fue un trovador gallego del siglo XIII.

## Biografía
Apenas se conservan datos biográficos, estudios como los de Mercedes Brea sostienen que es hermano del también trovador Paio Soarez de Taveirós y naturales de las tierras de Tabeirós en La Estrada. La tensón que compone con su hermano lo sitúan en la corte del conde de Traba entre los años 1215 y 1228. Pudo tener 2 hijos llamados Vasco Perez de Taveirós y Lourenço Perez de Taveirós.

## Obra
Se conserva una tensón con su hermano y se le atribuyen 2 cantigas de amor, una de ellas en tono paródico.